# Soko 5113
Soko 5113 (conosciuta come Soko München dalla stagione 42)  è una serie televisiva tedesca andata in onda dal 1978 al 2020.
È una serie del genere poliziesco incentrata sulle vicende di una squadra speciale antidroga di Monaco di Baviera.

## Produzione
La serie, ideata da Dieter Schenk, è stata prodotta da Elan-Film Gierke & Company, UFA Fernsehproduktion GmbH e Zweites Deutsches Fernsehen e viene girata a Monaco di Baviera in Germania. Tra i compositori del tema musicale Arpad Bondy.

## Distribuzione
La serie fu trasmessa in Germania dal 2 gennaio 1978 al 29 dicembre 2020 sulla rete televisiva ZDF. In Italia è stata trasmessa dal 1984 al 1986 su Rai 2 con il titolo Soko 5113.
Alcune delle uscite internazionali sono state:
- in Germania il 2 gennaio 1978 (Soko 5113)
- in Francia il 18 maggio 1989 (SOKO 5113)
- in Italia (Soko 5113)

## Episodi
| Stagione                     | Episodi | Prima TV Germania | Prima TV Italia |
| ---------------------------- | ------- | ----------------- | --------------- |
| Prima stagione               | 19      | 1978              |                 |
| Seconda stagione             | 13      | 1980-1981         |                 |
| Terza stagione               | 6       | 1983              |                 |
| Quarta stagione              | 10      | 1984              |                 |
| Quinta stagione              | 12      | 1986              |                 |
| Sesta stagione               | 14      | 1987              |                 |
| Settima stagione             | 11      | 1988              |                 |
| Ottava stagione              | 13      | 1989              |                 |
| Nona stagione                | 15      | 1990-1991         |                 |
| Decima stagione              | 15      | 1992              |                 |
| Undicesima stagione          | 15      | 1993-1994         |                 |
| Dodicesima stagione          | 9       | 1996              |                 |
| Tredicesima stagione         | 11      | 1997              |                 |
| Quattordicesima stagione     | 19      | 1997-1998         |                 |
| Quindicesima stagione        | 12      | 1998              |                 |
| Sedicesima stagione          | 16      | 1999              |                 |
| Diciassettesima stagione     | 8       | 1999              |                 |
| Diciottesima stagione        | 17      | 2000              |                 |
| Diciannovesima stagione      | 12      | 2000              |                 |
| Ventesima stagione           | 11      | 2001              |                 |
| Ventunesima stagione         | 7       | 2002              |                 |
| Ventiduesima stagione        | 9       | 2002              |                 |
| Ventitreesima stagione       | 12      | 2002-2003         |                 |
| Ventiquattresima stagione    | 13      | 2003              |                 |
| Venticinquesima stagione     | 8       | 2004              |                 |
| Ventiseiesima stagione       | 12      | 2004              |                 |
| Ventisettesima stagione      | 9       | 2005              |                 |
| Ventottesima stagione        | 5       | 2005              |                 |
| Ventinovesima stagione       | 13      | 2005-2006         |                 |
| Trentesima stagione          | 12      | 2006              |                 |
| Trentunesima stagione        | 9       | 2007              |                 |
| Trentaduesima stagione       | 13      | 2007-2008         |                 |
| Trentatreesima stagione      | 14      | 2008              |                 |
| Trentaquattresima stagione   | 20      | 2008-2009         |                 |
| Trentacinquesima stagione    | 20      | 2009-2010         |                 |
| Trentaseiesima stagione      | 21      | 2010-2011         |                 |
| Trentasettesima stagione     | 22      | 2011-2012         |                 |
| Trentottesima stagione       | 24      | 2012-2013         |                 |
| Trentanovesima stagione      | 25      | 2013-2014         |                 |
| Quarantesima stagione        | 23      | 2014-2015         |                 |
| Quarantunesima stagione      | 25      | 2015-2016         |                 |
| Quarantaduesima stagione     | 26      | 2016-2017         |                 |
| Quarantatreesima stagione    | 27      | 2017-2018         |                 |
| Quarantaquattresima stagione | 22      | 2018-2019         |                 |
| Quarantacinquesima stagione  | 13      | 2019-2020         |                 |
| Quarantaseiesima stagione    | 15      | 2020              |                 |